# Ectrocta diaphana
Ectrocta diaphana är en fjärilsart som beskrevs av George Francis Hampson 1892. Ectrocta diaphana ingår i släktet Ectrocta och familjen silkesspinnare. Inga underarter finns listade i Catalogue of Life.